# Polynema schulzewskyi
Polynema schulzewskyi är en stekelart som beskrevs av Soyka 1956. Polynema schulzewskyi ingår i släktet Polynema och familjen dvärgsteklar.
Artens utbredningsområde är Polen. Inga underarter finns listade i Catalogue of Life.